# Милорадович Степан Михайлович
Степан (Стефан) Милорадович (д/н–1756) — державний діяч Гетьманщини сербського походження.

## Життєпис
Походив з сербського шляхетського роду Милорадовичів. Єдиний син Михайла Милорадовича, гадяцького полковника. Народився ймовірно в Герцеговині. Наприкінці 1680-х років прибув до Гетьманщини. Можливо, став першим з Милорадовичів в Україні. 1691 року отримав уряд волинського сотника.
1717 року очолив Сенчанську сотню Лубенського полку. У 1718 році оженився з донькою генерального осавула Михайла Гамалії, отримав як посаг село Печники Чорнуської сотні. 1728 року призначається гадяцьким наказним полковим осавулом. 1726 року обирається сотником Другої Опішнянської сотні. Наказом від 23 червня 1727 року було наказано призначити Степана Милорадовича сотником в один з малоросійських полків.
1735 року стає бунчуковим товаришем. Зберігав посаду до 1751 року. У 1740-х роках активно займався купівлею різного майна та землі. Помер 1756 року.

## Майнові справи
21 січня 1718 року отримав гетьманський універсал та через три місяці цього ж року царську грамоту на с. Печники. Мав шинок у містечку Чорнухи, у с. Печниках двір житловий власний та 5 дворів малоґрунтових, 23 тяглих убогих та 33 піших убогих посполитих, всього мав 63 двори і 4 кола млинові, підданих в Лубенському полку Чорнуської сотні в с. Печниках малоґрунтових 6 дворів на 11 хат та убогих 30 дворів на 40 хат та 5 бездвірних хат, там же двір житловий.

## Родина
Дружина — Марія, донька Михайла Гамалії, генерального осавула.
Діти
- Петро (1723—1799), полковник чернігівський, генерал-майор армії Російської імперії;
- Андрій (1727—1796), бунчуковий товариш, генерал-поручик;
- Олександр;
- Михайло, бунчуковий товариш.